# ユリアン・ソホツキー
ユリアン＝カルル・ワシーリエヴィチ・ソホツキー（ロシア語: Юлиан-Карл Васильевич Сохо́цкий, 1842年2月2日 - 1927年12月14日）は、ポーランド出身の数学者である。ポーランドのワルシャワ（当時はロシア帝国の統治下）に生まれ、ソビエト連邦のレニングラードで亡くなった。

## 脚註
1. ↑   http://www.math.ru/history/people/Sokhotsky math.ru内、「数学者の履歴」より